# فيليكس جيرارد
فيليكس جيرارد هو لاعب هوكي الجليد كندي، ولد في 9 مايو 1994 في ليفيس في كندا.

## وصلات خارجية
- فيليكس جيرارد على موقع دوري الهوكي الوطني (الإنجليزية)
- فيليكس جيرارد على موقع EliteProspects.com (الإنجليزية)
- فيليكس جيرارد على موقع HockeyDB.com (الإنجليزية)